# Abbatiale Sainte-Agathe de Catane
L’abbatiale Sainte-Agathe (italien : chiesa della Badìa di Sant'Agata) est une église de Catane et l'un des principaux monuments baroques de la ville, l'œuvre de Giovanni Battista Vaccarini.
L'église est située en face de la façade nord de la cathédrale, donnant sur la Via Vittorio Emanuele, et forme, avec l'ancien monastère adjacent (maintenant détenu par la municipalité) un ensemble architectural.
Le bâtiment visible aujourd'hui est fondé sur les ruines de l'ancienne église -et du monastère dédié à Sainte-Agathe en 1620-, qui s'est effondrée lors du tremblement de terre de 1693.